# لچوری
لچوری (گرجی: ლეჩური) یک روستا در شهرداری تلاوی در گرجستان است.

## مردم
| سرشماری | جمعیت |
| ------- | ----- |
| ۲۰۰۲    | ۱۶۰   |
| ۲۰۱۴    | ۸۸    |